# 알렉산다르 수신야르
알렉산다르 수신야르는 오스트레일리아의 축구 선수이다. 포지션은 수비수이며 현재 A리그의 맥아서 FC 소속이다. 신장은 191cm이고 K리그에서의 등록명은 수신야르이다.